# Mongolsko-tibetská smlouva o přátelství a spojenectví

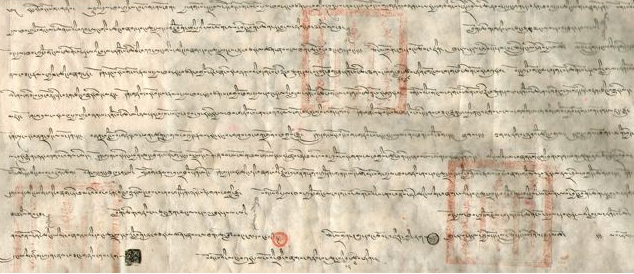
Původní verze smlouvy v tibetštině

Mongolsko-tibetská smlouva o přátelství a spojenectví (mongolsky Монгол-Төвөдийн гэрээ), zvaná též podle místa uzavření Uržská smlouva, je smlouva mezi vládou Mongolska a Tibetu, podepsaná 11. ledna 1913 v Urze.
Smlouva byla prvním konkrétním projevem faktické nezávislosti Tibetu po pádu Čchingské říše a prvním smluvním dokumentem, který mezi sebou uzavřely dvě bývalé části Čchingské říše bez toho, aby byla ústřední vláda konzultována, nebo přizvána k účasti.
Ve smlouvě obě strany prohlašovaly, že se „vymanily z područí mandžuské dynastie, oddělily od Číny a staly nezávislými státy“. Platnost smlouvy je však zpochybňována.

## Rámec událostí

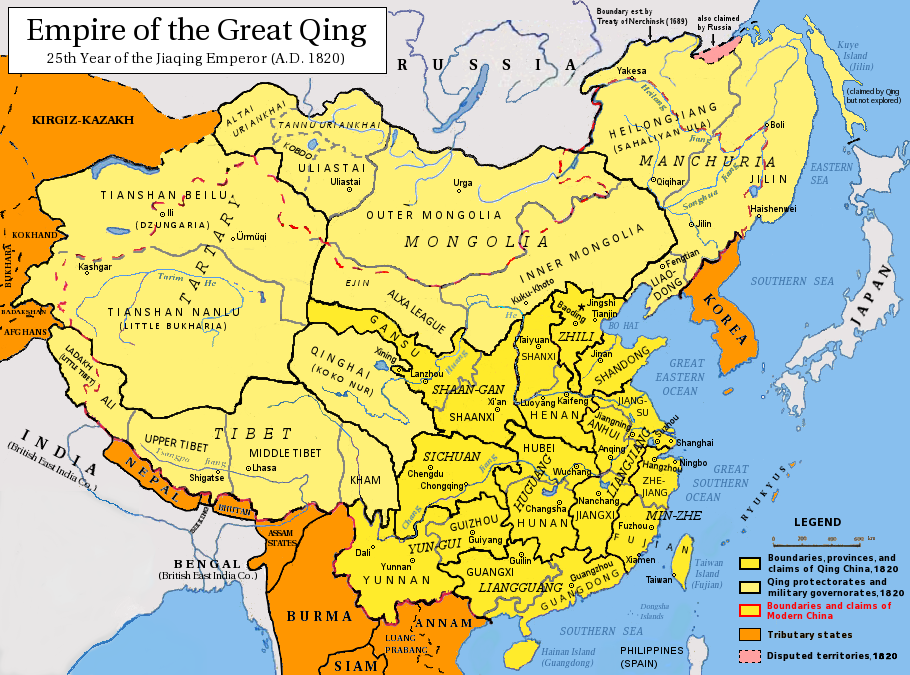
Územní rozsah říše Velkých Čchingů v roce 1820

Počátkem 20. století se začala mnohonárodnostní říše mandžuské dynastie Čching hroutit. V této souvislosti se některá její nečínská panství snažila přes odpor ústřední vlády dosáhnout nezávislosti. Důvodem bylo reformní úsilí ústřední vlády, která se snažila tyto oblasti přetvořit z autonomních vazalských území v čínské provincie a, v případě Mongolska (Vnějšího, ale zejména Vnitřního Mongolska, které bezprostředně sousedí s vlastní Čínou), i odstranění omezení pro čínské přistěhovalectví do Mongolska a aktivní podpora tohoto přistěhovalectví.

## Obsah smlouvy
Smlouva obsahuje preambuli a osm článků. Oba státy ve smlouvě uznaly existenci druhé strany jako nezávislého státu, autoritu vlád bogdgegéna v Mongolsku a dalajlámy v Tibetu a zavázaly se poskytovat si pomoc proti vnějšímu i vnitřnímu nepříteli. Zavázaly se též věnovat se spojeným úsilím práci pro dobro buddhistické víry. Rámcově se smlouva věnuje i hospodářským otázkám a otázkám ochrany příslušníků druhé strany, cestujícím na území smluvního státu ve státním či náboženském zájmu.

## Pochybnosti o existenci smlouvy a její platnosti
Vlastní existence smlouvy byla zpochybňována. V roce 1982 však mongolská akademie věd zveřejnila její text v mongolštině a v roce 2007 byla v mongolských archivech nalezena její původní verze v tibetštině.
Pochybnosti jsou vyslovovány i ohledně platnosti smlouvy. Zejména je zpochybňováno zmocnění tibetských zástupců k podpisu smlouvy. Dále je nejasné, byla-li smlouva vůbec tibetskou vládou ratifikována.